# Hrabstwo Forest (Pensylwania)
Forest – hrabstwo w stanie Pensylwania w USA. Populacja liczy 7716 mieszkańców (stan według spisu z 2010 roku).
Powierzchnia hrabstwa to 1116 km² (w tym 8 km² stanowią wody). Gęstość zaludnienia wynosi 6,9 osoby/km².

## Miejscowości

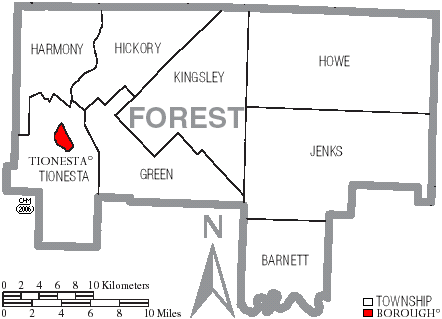
Rozmieszczenie miast i Broughs na mapie hrabstwa

### Boroughs
| - Tionesta |